# Broke (Schiff, 1925)
Die Broke, auch HMS Broke (Kennung: D83 / I83), war ein Zerstörer (Flottillenführer) der Shakespeare-Klasse der britischen Marine, der von 1925 bis 1942 in Dienst stand.

## Geschichte

### Bau
Der Bauauftrag für die spätere Broke, ursprünglich als Rooke bezeichnet, wurde noch während des Ersten Weltkrieges, als fünfte Einheit der Shakespeare-Klasse, im April 1918 an die Werft John I. Thornycroft & Company vergeben. Diese legte den Rumpf im Oktober 1918 in Southampton auf Kiel und der Stapellauf erfolgte am 16. September 1920. Anschließend wurde das Schiff zur Marinewerft im walisischen Pembroke Dock überführt. Die Indienststellung erfolgte am 20. Januar 1925.

### Einsatzgeschichte
Nach Indienststellung diente die Brooke von 1933 bis zum Kriegsbeginn in der „Local Destroyer Flotilla“ in Devonport. Ab Oktober 1939 bis Mai 1940 wurde es in der Geleitzugsicherung im östlichen Atlantik zu den britischen Häfen eingesetzt. Im Juni wurde sie auch bei der Räumung Frankreichs eingesetzt und gehörte zu den letzten Booten, die St. Nazaire vor der deutschen Besetzung anliefen und gehörte zu den Sicherungseinheiten einer Beschießung Cherbourgs am 10. Oktober, ehe sie wieder zur alten Aufgabe zurückkehrte. Ihre Kennung wurde von D83 in I83 verändert. Am 6. April 1941 gehörte sie zu den Einheiten, die die Besatzung des brennenden und sinkenden Hilfskreuzer Comorin (15116 BRT) weitgehend retten konnten. Im Oktober kollidierte die Broke mit dem Zerstörer Verity bei der Sicherung des Geleitzuges ONS 29 und erlitt erhebliche Schäden.
Die notwendige Reparatur wurde zu einem erheblichen Umbau des Bootes zu einem Geleitzerstörer mit aktueller Radarausstattung zur See- wie Luftraumüberwachung genutzt. Die 12-cm-Bewaffnung wurde auf zwei Geschütze reduziert. Ab April 1942 war das Boot wieder einsatzbereit. Ab Oktober sicherte die Broke Geleitzüge zur Vorbereitung der alliierten Landungen in Nordafrika (Operation Torch) und wurde dann in Gibraltar mit dem Zerstörer Malcolm für die Landung von US-Rangern im Hafen von Algier (Operation Terminal) vorgesehen, die Zerstörungsmaßnahmen der Vichy-Truppen verhindern sollten. Beim Durchbruch durch die französischen Sicherungseinrichtungen am Abend des 8. November geriet die Broke unter Beschuss der Küstenartillerie. Nach Absetzen der Truppen (280 Mann) versuchte das schwer beschädigte Boot, das das feindliche Feuer nicht mehr erwidern konnte, sich zurückzuziehen. Der Versuch des Geleitzerstörers Zetland, die schwer beschädigte Broke nach Gibraltar zu schleppen, scheiterte. Nach Kollision der beiden Boote sank die HMS Broke am 9. November 1942 auf 36° 50′ 0″ N, 0° 40′ 0″ O etwa 115 Seemeilen westlich von Algier. Neun Mann der Broke ließen ihr Leben bei dem Angriff auf Algier.